# 新鎌ケ谷
新鎌ケ谷（しんかまがや）は、千葉県鎌ケ谷市の地名。現行行政地名は新鎌ケ谷一丁目から新鎌ケ谷四丁目。郵便番号は273-0107。

## 地理

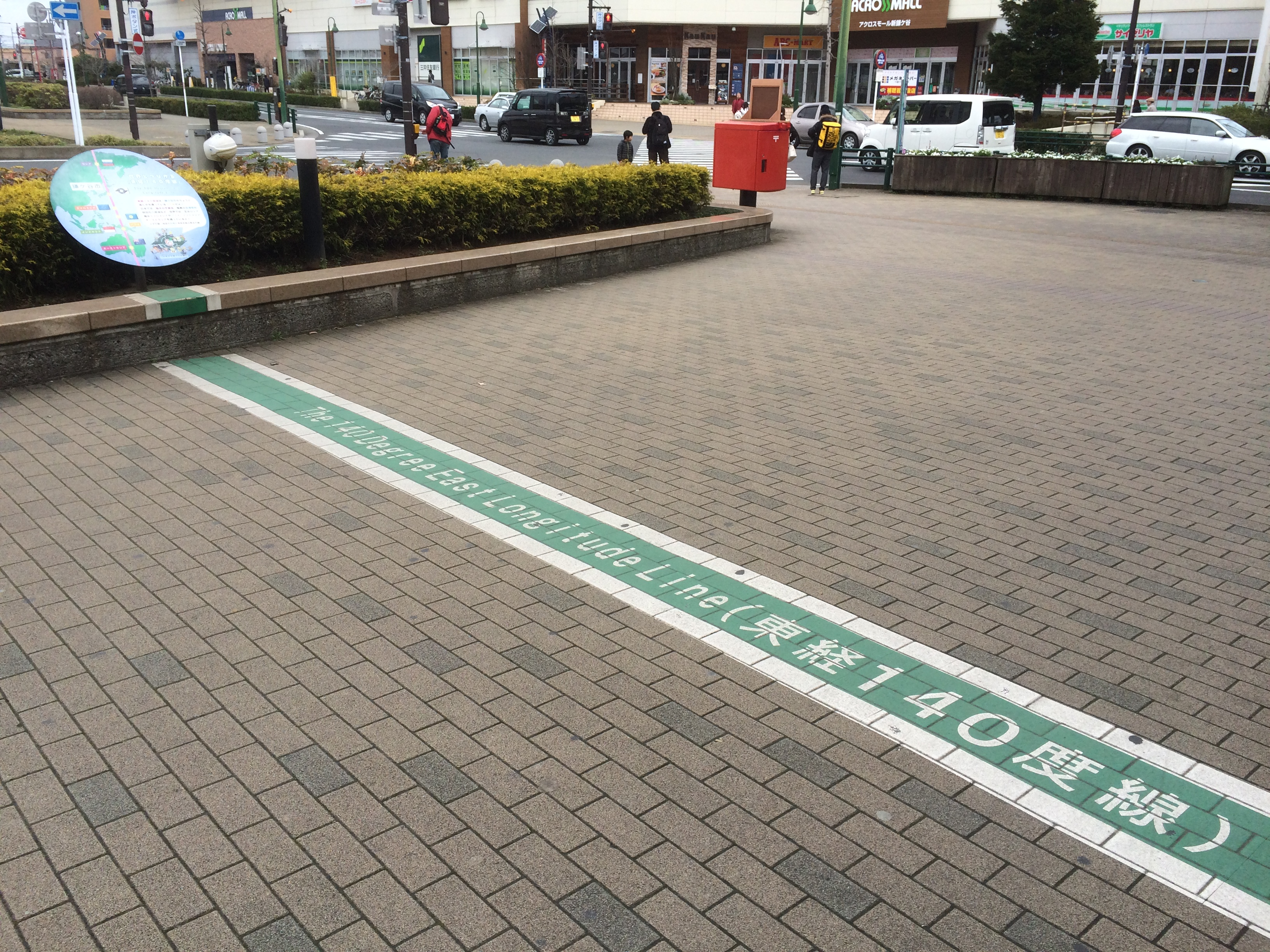
新鎌ヶ谷駅前にある東経140度線標識（アクロスモール新鎌ヶ谷側）

鉄道3路線（北総線、京成松戸線、東武野田線）の乗換駅である新鎌ヶ谷駅を中心として造成された鎌ケ谷市の新市街地であり、駅名と共に「新鎌（しんかま）」の略称で呼ばれることが多い。「新鎌通り」や「新鎌ふれあい公園」など、公共施設における公式名称でも略称の使用例が見られる。
街区の中央を東経140度線が通り、新鎌ヶ谷駅前広場および市役所横には歩道上に東経140度線がマーキングされている。現在も開発が進められて大きな変貌を遂げているエリアの一つで、新鎌ヶ谷駅周辺の約59.1ヘクタールの造成（新鎌ケ谷特定土地区画整理事業）が都市再生機構千葉ニュータウン事業本部によって進められており、最終的な計画人口は5,700人である。新鎌ケ谷は千葉ニュータウンの範囲には含まれないが、交通面で不可分なため、新鎌ケ谷と千葉ニュータウン・成田地区を一体化して「東京⇔成田 SKYGATEシティ」の名称でPRが行われている。

## 歴史
住居表示実施以前は初富字林跡と称した。

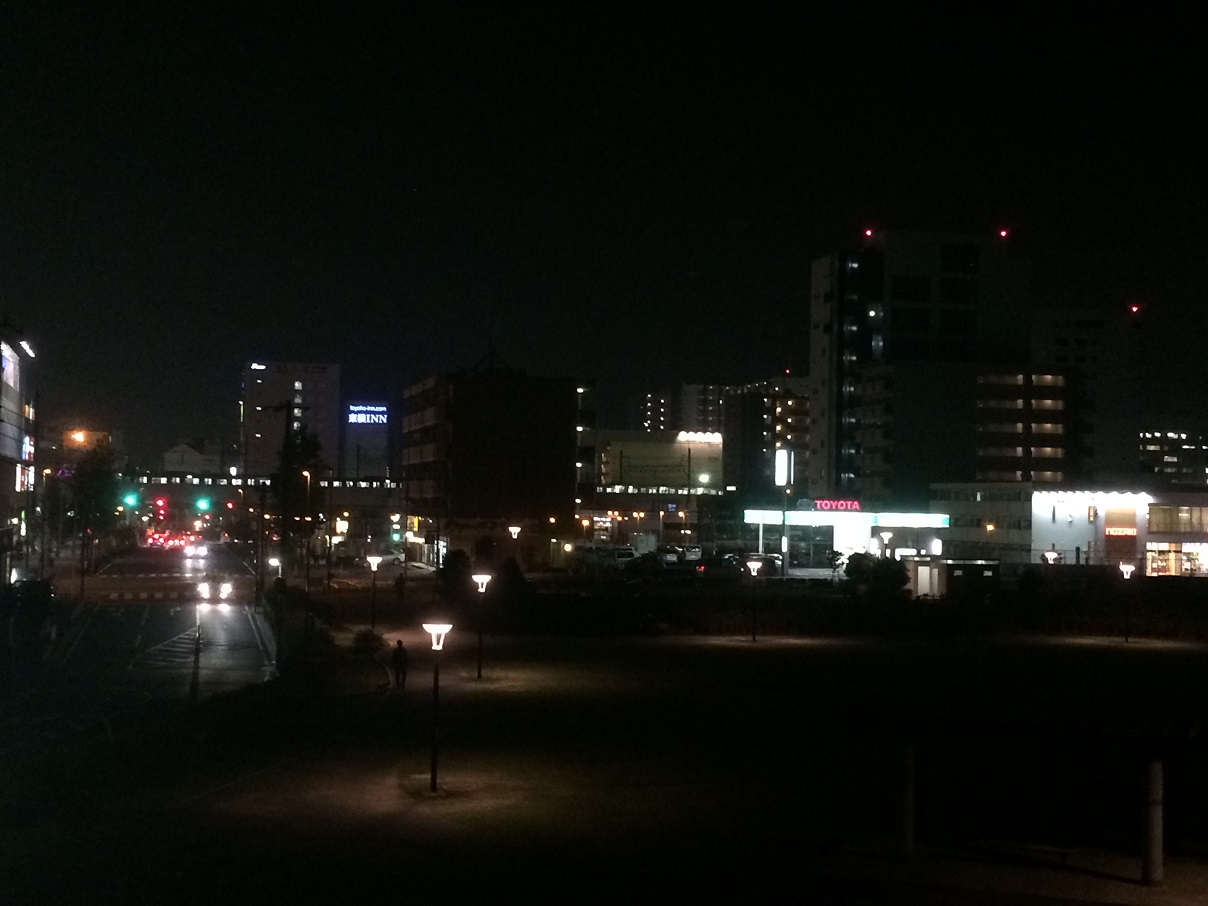
新鎌ヶ谷駅周辺の夜景
（新鎌ふれあい公園より撮影）

江戸時代には、この地に小金牧の野馬の避暑・避寒と薪炭供給を目的に作られた植林地である「粟野御林（あわのおはやし）」が置かれていた。明治時代に入り小金牧が廃止され、跡地が開墾されて初富村が発足すると、ここに「林跡」の字名が付けられた。御林跡地の大部分は千葉県の県有地となり、1883年に有栖川宮家に貸与されて一部を有栖川宮家の家令・藤井希璞が購入したが、
1889年に買い上げられて「初富御料地」となり、鉄道連隊演習線（後の新京成電鉄新京成線、現在の京成松戸線）が引かれた。御料地が1929年に廃止されると、跡地は1934年12月に地元民へ払い下げられ、以後は主に梨畑として用いられた。

### 沿革
- 1976年11月 - 鎌ヶ谷市役所が初富字林跡（現庁舎）へ移転。
- 1979年3月9日 - 北総開発鉄道（現在の北総鉄道）北総線の北初富駅-小室駅間開業。駅格上げを前提とした新鎌ヶ谷信号所が設置される。
- 1991年
  - 3月 - 新鎌ヶ谷特定土地区画整理事業の都市計画が決定される。
  - 3月31日 - 北総線の京成高砂駅 - 西白井駅間延伸にともない、新鎌ヶ谷信号所が駅に昇格して新鎌ヶ谷駅が開業。
- 1992年7月8日 - 新京成線（現在の京成松戸線）新鎌ヶ谷駅開業。同時に北総線の北初富駅経由での新京成線直通運転が廃止され、新鎌ヶ谷駅が新京成線と北総線の乗換駅になる。
- 1995年3月 - 新鎌ヶ谷特定土地区画整理事業の事業計画が認可される。
- 1999年11月25日 - 東武野田線新鎌ヶ谷駅開業。
- 2004年4月3日 - 新鎌ケ谷地区の街開きが行われる。センター南街区にイオン鎌ケ谷ショッピングセンターがオープン。
- 2006年11月22日 - センター北街区にアクロスモール新鎌ヶ谷がオープン。
- 2008年2月25日 - 住居表示実施により、大字初富および中央の一部（鎌ケ谷市役所所在地など）を以て新鎌ケ谷が発足。新鎌ケ谷一丁目から新鎌ケ谷四丁目を新設。

## 世帯数と人口
2017年（平成29年）11月1日時点の世帯数と人口は以下の通りである。
| 丁目           | 世帯数    | 人口    |
| -------------- | --------- | ------- |
| 新鎌ケ谷一丁目 | 851世帯   | 1,470人 |
| 新鎌ケ谷二丁目 | 349世帯   | 618人   |
| 新鎌ケ谷三丁目 | 590世帯   | 1,635人 |
| 新鎌ケ谷四丁目 | 332世帯   | 741人   |
| 計             | 2,122世帯 | 4,464人 |

## 小・中学校の学区
市立小・中学校に通う場合、学区は以下の通りとなる。
| 丁目           | 区域                        | 小学校                 | 中学校                 |
| -------------- | --------------------------- | ---------------------- | ---------------------- |
| 新鎌ケ谷一丁目 | 14 - 23番                   | 鎌ケ谷市立西部小学校   | 鎌ケ谷市立第三中学校   |
| 新鎌ケ谷一丁目 | 1〜13番                     | 鎌ケ谷市立鎌ケ谷小学校 | 鎌ケ谷市立鎌ケ谷中学校 |
| 新鎌ケ谷二丁目 | 1 - 6番                     | 鎌ケ谷市立鎌ケ谷小学校 | 鎌ケ谷市立鎌ケ谷中学校 |
| 新鎌ケ谷二丁目 | 7 - 9番                     | 鎌ケ谷市立五本松小学校 | 鎌ケ谷市立鎌ケ谷中学校 |
| 新鎌ケ谷二丁目 | 10 - 11番 13 - 21番         | 鎌ケ谷市立五本松小学校 | 鎌ケ谷市立第三中学校   |
| 新鎌ケ谷二丁目 | 12番（一部）                | 鎌ケ谷市立五本松小学校 | 鎌ケ谷市立第三中学校   |
| 新鎌ケ谷二丁目 | 12番（一部）                | 鎌ケ谷市立五本松小学校 | 鎌ケ谷市立鎌ケ谷中学校 |
| 新鎌ケ谷三丁目 | 15 - 22番                   | 鎌ケ谷市立五本松小学校 | 鎌ケ谷市立第五中学校   |
| 新鎌ケ谷三丁目 | 3 - 14番                    | 鎌ケ谷市立五本松小学校 | 鎌ケ谷市立鎌ケ谷中学校 |
| 新鎌ケ谷三丁目 | 1・2番                      | 鎌ケ谷市立鎌ケ谷小学校 | 鎌ケ谷市立鎌ケ谷中学校 |
| 新鎌ケ谷四丁目 | 1番 3番 6番（一部）         | 鎌ケ谷市立五本松小学校 | 鎌ケ谷市立鎌ケ谷中学校 |
| 新鎌ケ谷四丁目 | 4・5番 6番（一部） 7 - 15番 | 鎌ケ谷市立五本松小学校 | 鎌ケ谷市立第三中学校   |

## 交通

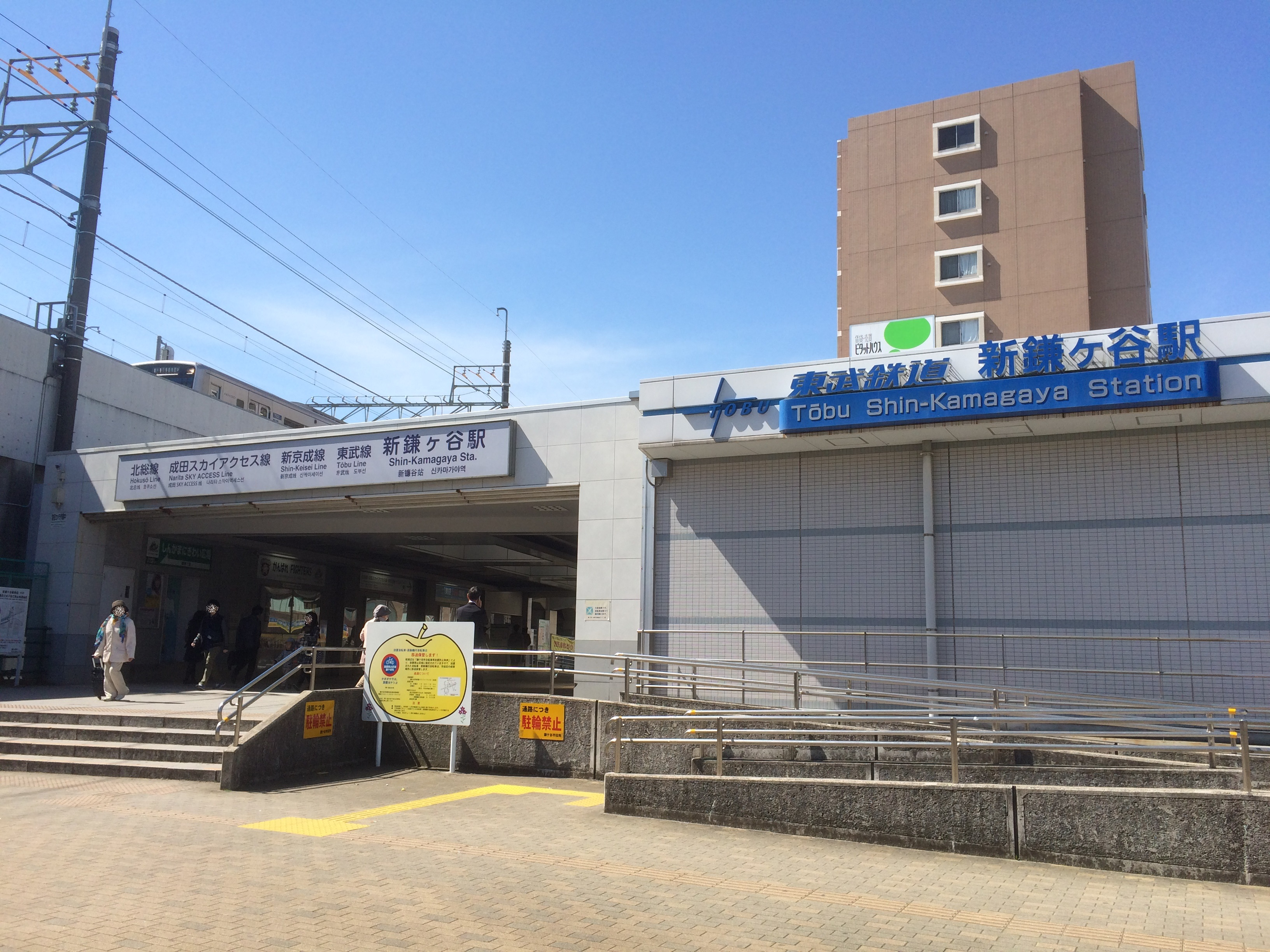
新鎌ケ谷の中心となる新鎌ヶ谷駅

鉄道および道路が交差する地点にあり、千葉県北西部における交通の要衝となっている。鉄道については都心や羽田空港・横浜をはじめ、千葉県の主要エリアである松戸・柏・船橋・津田沼・幕張・千葉へ乗り換えなしでアクセスできるほか、2010年からは成田空港へも乗換えなしでアクセスできるようになった。
道路に関しても県道8号（船取線）を通じて京葉道路（花輪IC）や国道16号（大島田交差点）、取手など茨城県南部へ、 国道464号を通じて千葉ニュータウンや成田方面へアクセスが可能であり、車両の通行量も多い。しかしこの一帯は以前から慢性的な渋滞に悩まされており、特に県道8号と国道464号の分岐点である鎌ヶ谷消防署前交差点から、県道8号と県道57号（松戸・八千代方面）の分岐点である初富交差点までの区間は渋滞が酷い。これは国道464号のバイパスとして決定された北千葉道路（市川市の北千葉ジャンクション・東京外環自動車道接続点-鎌ヶ谷消防署前）の未着工によるところが大きい。また周辺の道路も狭隘な箇所が多く抜け道に適したルートも無いため、土地区画整理事業と一体で進められた東武野田線や新京成線の連続立体交差事業完了後も、依然として深刻な渋滞の解消には至っていない。

### 鉄道
- 新鎌ヶ谷駅
  -  北総鉄道北総線・京成電鉄成田空港線（成田スカイアクセス線） - 駅番号 ○HS08[注釈 1]
  -  京成電鉄松戸線 - 駅番号 KS78
  - 東武野田線（東武アーバンパークライン） - 駅番号 ■TD 30

1970年代には、千葉県営鉄道として新鎌ヶ谷駅 - 本八幡駅間に鉄道路線を建設し、本八幡駅から都営地下鉄新宿線に乗り入れる計画が持ち上がったが、用地買収の失敗により頓挫した。その後も計画はたびたび再浮上したが実現せず、2013年9月には採算性が見込めないことなどを理由に検討委員会が解散され、計画は廃止された。なお、新鎌ケ谷特定土地区画整理事業の計画上は、同路線用の鉄道用地も県有地として確保されていた。

### バス
- 京成バス千葉セントラル印西営業所（旧：ちばレインボーバス)
  - 西白井線 （新鎌ヶ谷駅 - 西白井 -  白井工業団地 - 白井車庫・セブンパークアリオ柏）
  - 鎌ケ谷線 （鎌ケ谷市役所 - 新鎌ヶ谷駅 - 下総航空基地 - 白井工業団地 - 白井駅）
- 京成バス千葉ウエスト
  - ファイターズスタジアム直行バス（新鎌ヶ谷駅 - ファイターズ鎌ケ谷スタジアム）- イースタン・リーグ開催時のみ運行。
- 鎌ケ谷市コミュニティバス「ききょう号」
- 白井市コミュニティバス「ナッシー号」
- 鎌ヶ谷観光バス「生活バスちばにう」（新鎌ヶ谷駅南口 ‐ 千葉ニュータウン中央駅北口直通）- 2023年9月30日廃止。

#### 深夜バス
- 成田空港交通
  - 成田空港交通（成田空港行き、毎日運行）
    - 新鎌ヶ谷駅から乗車の場合、京成成田駅、成田空港のみ降車可能
- 平和交通
  - マイタウンライナー「千葉ニュータウン線」（銀座駅（数寄屋橋）発・印旛日本医大行き）
    - 新鎌ヶ谷駅は降車のみで乗車はできない

### 道路
- 国道464号
- 千葉県道8号船橋我孫子線（船取線）
- 新鎌通り

## 施設

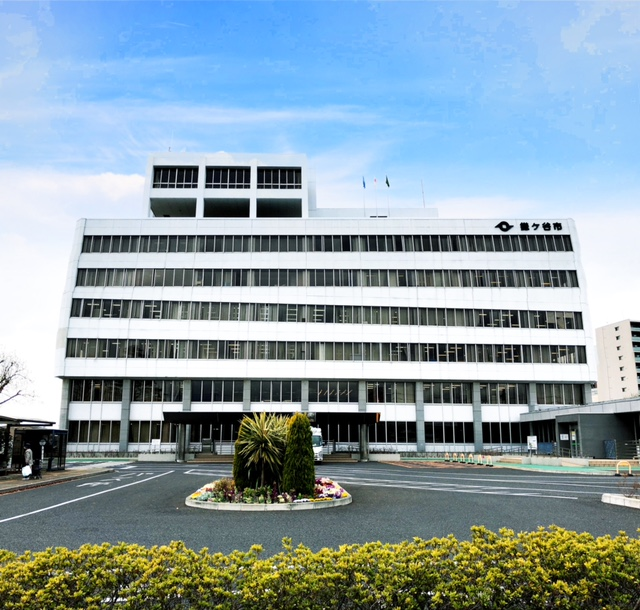
鎌ケ谷市役所

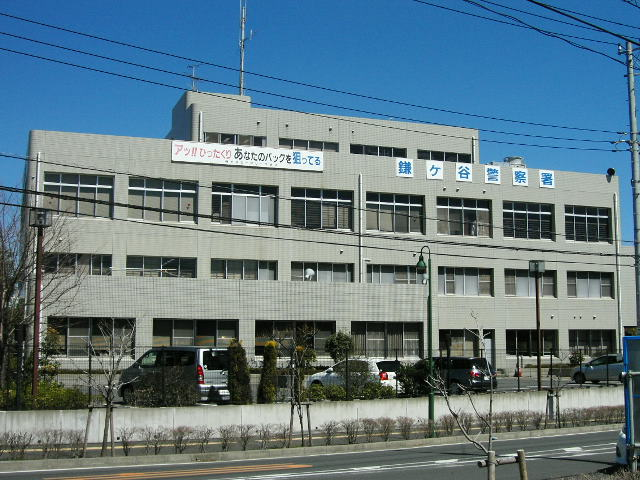
鎌ケ谷警察署

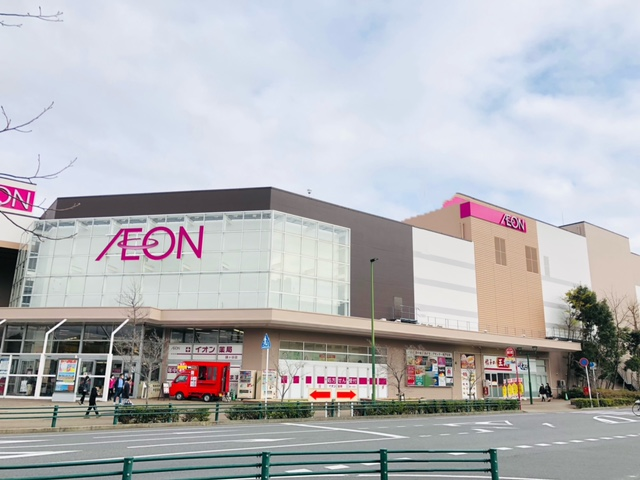
イオン鎌ヶ谷ショッピングセンター

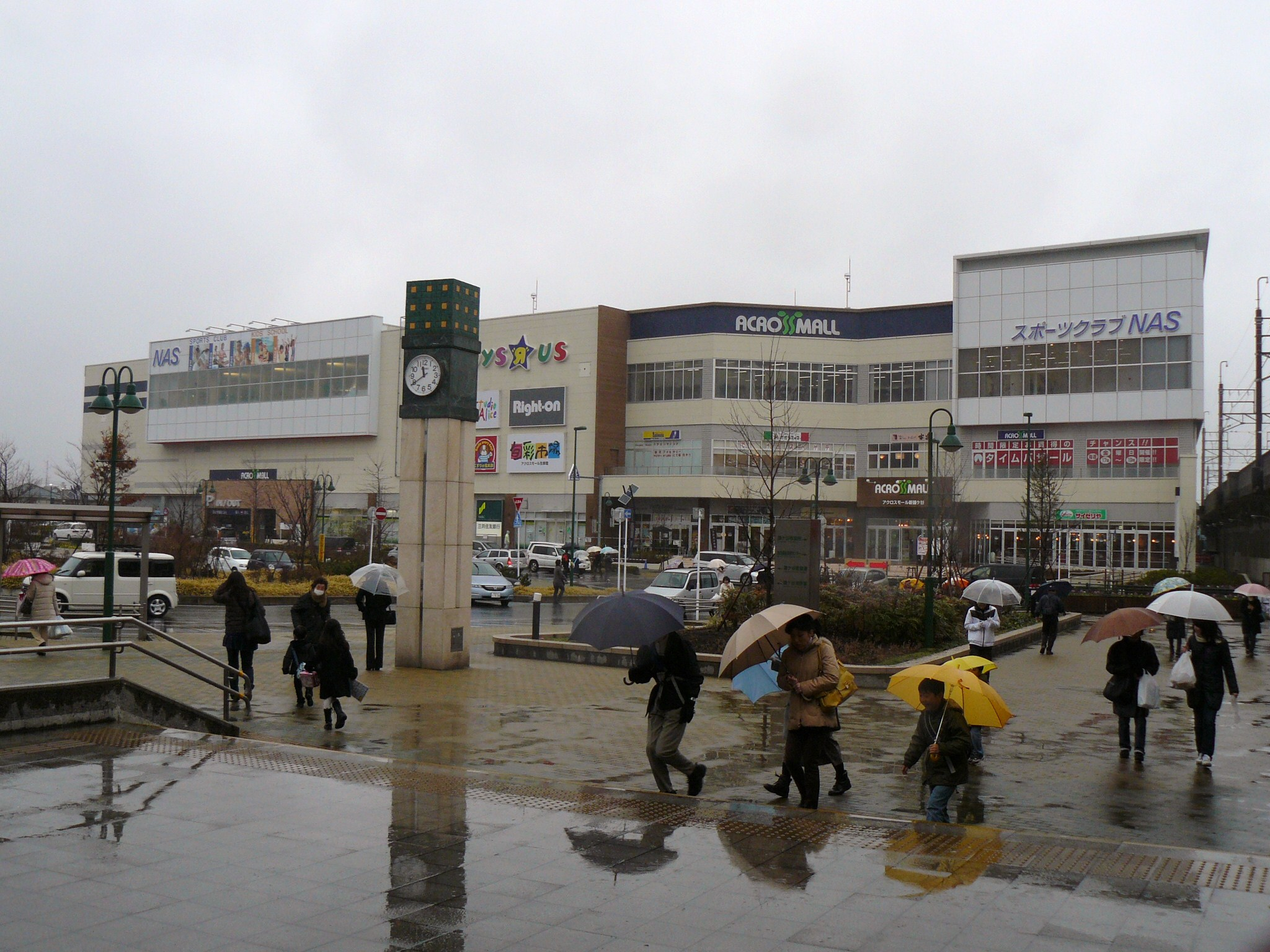
アクロスモール新鎌ヶ谷

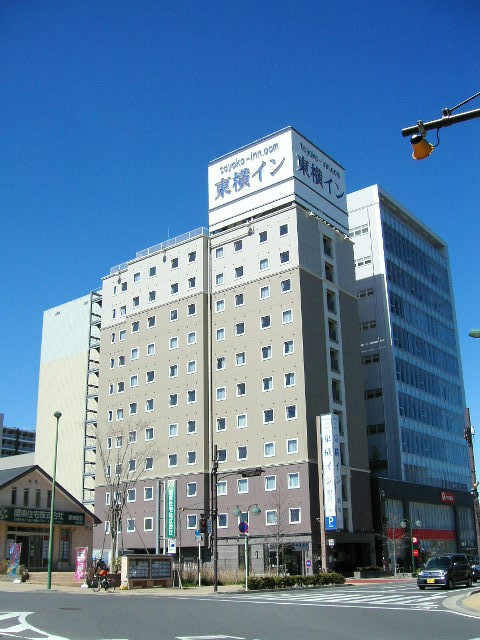
東横インオリジナル千葉新鎌ヶ谷駅前

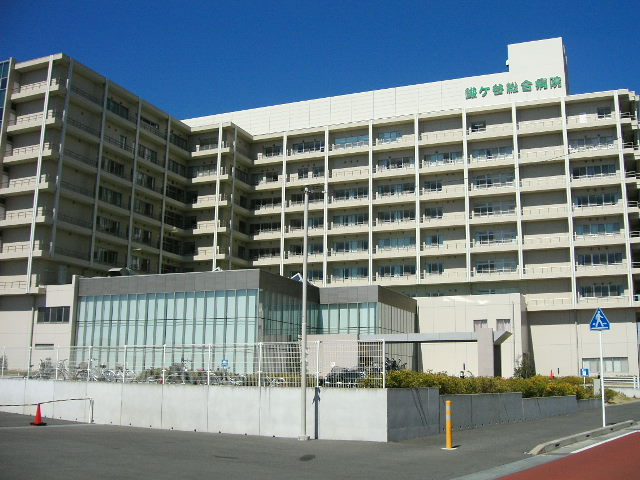
鎌ケ谷総合病院

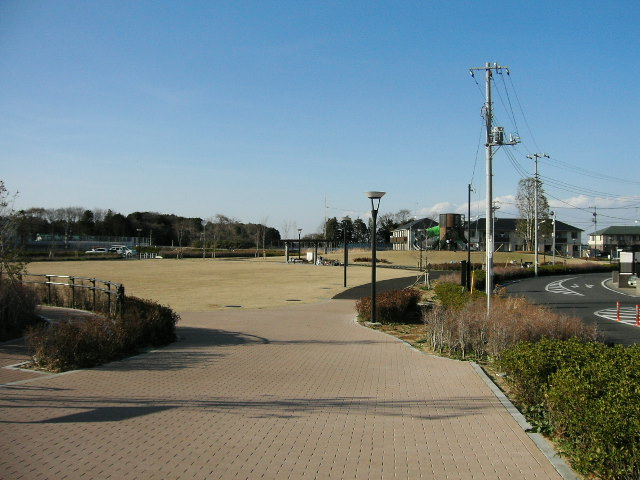
新鎌ふれあい公園

### 行政施設
- 鎌ケ谷市役所
- 鎌ケ谷警察署
- 鎌ケ谷消防署
- 総合福祉保健センター

### 主な商業施設および金融機関
- イオン鎌ケ谷ショッピングセンター
  - イオン
  - 未来屋書店
  - ヤマダデンキ
  - セリア
  - カメラのキタムラ
  - 眼鏡市場
  - モーリーファンタジー
- アクロスモール新鎌ヶ谷
  - 西松屋
  - ベルーナ
  - ライトオン
  - パシオス
  - ABCマート
  - ニトリ デコホーム
  - ザ・ダイソー
  - スポーツクラブNAS
  - くまざわ書店
  - くすりの福太郎
- マルエイ新鎌ヶ谷店
- セリア 新鎌ヶ谷店
- サイクルベースあさひ 新鎌ヶ谷店
- 洋服の青山新鎌ヶ谷店
- AOKI 新鎌ヶ谷店
- ユニクロ新鎌ヶ谷店
- セブンイレブン
  - 新鎌ケ谷3丁目店
  - 鎌ヶ谷総合病院前店
- PCデポスマートライフ 鎌ヶ谷店
- 京葉銀行新鎌ヶ谷支店
- 千葉銀行鎌ケ谷支店

新鎌ヶ谷駅構内
- ファミリーマート
  - 東武新鎌ケ谷駅店
  - 新鎌ケ谷駅店
  - 新鎌ケ谷駅構内店
- セブンイレブン京成ST新鎌ケ谷店（旧：新京成ST新鎌ケ谷店）

### 宿泊施設
- 東横インオリジナル千葉新鎌ヶ谷駅前

### 教育施設
いずれも新鎌ケ谷地区内ではないが、新鎌ヶ谷駅を最寄り駅とする。
- 千葉県立鎌ケ谷西高等学校
- 鎌ケ谷市立第三中学校
- 鎌ヶ谷市郷土資料館

### その他
- 鎌ケ谷総合病院[10]
- 新鎌ふれあい公園
- 市制記念公園
- 海上自衛隊下総航空基地
- 新鎌Fタワー - くすりの福太郎本社を含む。右の「東横イン」写真の右側の建物

## イベント
毎年9月に新鎌通りおよび市役所前にて「YOSAKOIかまがや」（主催：鎌ケ谷市商工会、共催：鎌ケ谷市）が開催されている。